# Gut Eglsee (Straubing)

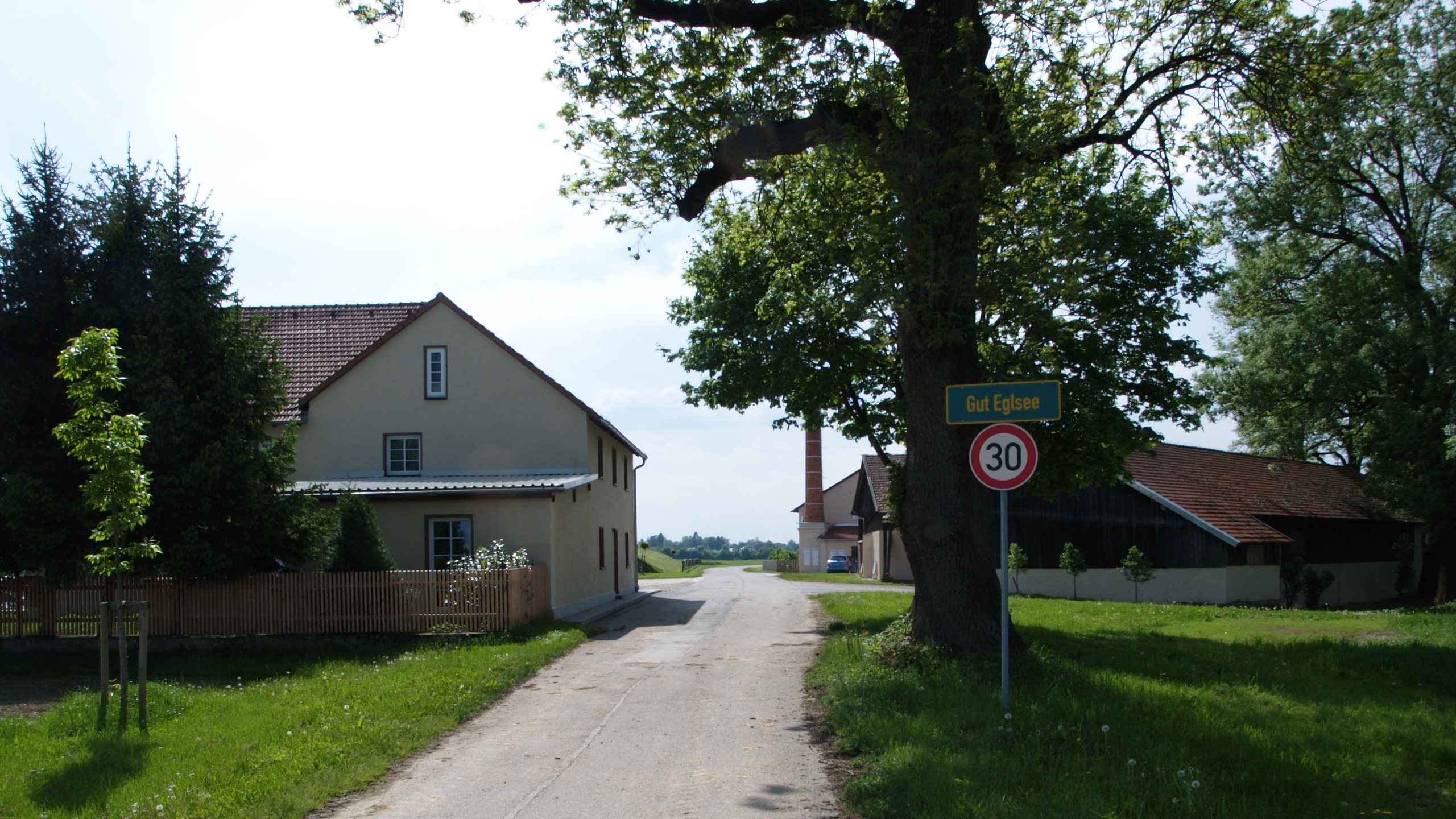
Ortsschild mit zum damaligen Zeitpunkt noch falschem Namenszusatz „Gut“

Gut Eglsee ist ein amtlich benannter Stadtteil der kreisfreien Stadt Straubing auf dem Gebiet der Gemarkung Ittling im östlichen Stadtgebiet.

## Geographie
Der Ort liegt etwa 200 Meter südlich der Bahnstrecke Regensburg–Passau und der Kreisstraße SRs 12 und mehr als drei Kilometer südöstlich des Stadtzentrums von Straubing. Die Einzelsiedlung ist einer der 26 amtlich benannten Gemeindeteile der kreisfreien Stadt Straubing. Im Westen und Norden liegt der Hauptort Straubing, im Osten Ittling und im Süden Aiterhofen.
Die Lage im Kerngebiet des Gäuboden im Donautal ist verbunden mit fruchtbaren Böden. Das Klima in Eglsee ist mild und relativ niederschlagsarm.
Eglsee ist Sitz eines landwirtschaftlichen Großbetriebes  mit etwa 200 Hektar Grundbesitz.
In Eglsee bestehen heute insgesamt sieben Wohneinheiten verteilt auf drei bewohnte Gebäude. Der historische Eglseer Hof ist Hausnummer 1, die ehemalige Brennerei ist Hausnummer 2 (2WE), die Hausnummer 3 trägt ein ehemaliges Betriebsgebäude (4WE).

## Geschichte
Der Name Eglsee deutet auf die Blutegelzucht hin, ein altes medizinisches Gewerbe.
Im Herzogsurbar von 1310 ist Eglsee noch nicht aufgeführt. In einer Beschreibung der Hofmarken von 1597 wird der Ort unter der Hauptmannschaft Itling aufgeführt. 1599 unterliegt es der Gerichtsbarkeit der Obmannschaft Ittling und wird im Anlagsbuch von 1785 unter der Ruralgemeinde Ittling geführt. Trotz der Zugehörigkeit zur Gemeinde Ittling gehörte Eglsee spätestens seit 1821 zur Stadtpfarrei St. Peter in Straubing und auch zum Sprengel der Schule Altstadt in Straubing.
Eglsee gehörte bis zum 30. Juni 1972 zur Gemeinde Ittling, die im Zuge der Gebietsreform in Bayern aufgelöst und zur kreisfreien Stadt Straubing eingemeindet wurde.
Eine von den Bewohnern beantragte Umbenennung des Ortes in „Gut Eglsee“ wurde vom Straubinger Stadtrat am 29. Juni 2015 abgelehnt. Der Stadtheimatpfleger argumentierte damals, „Die Bezeichnung „Gut“ sei in Altbayern fremd und unhistorisch.“ Für die Namensänderung in „Gut Eglsee“ plädiert hatte die Leiterin des Straubinger Stadtarchivs anhand einer Darstellung der Entwicklung hin zu „Gut Eglsee“. Dennoch wurde 2020 die Umbenennung doch vollzogen. Seit April 2020 heißt der Ort amtlich „Gut Eglsee“.
In der aktuellen Gemeindeteildatei wird Eglsee als Einöde geführt, da Eglsee bei der letzten Aktualisierung der topographischen Bezeichnungen anlässlich der Volkszählung vom 25. Mai 1987 zwei Gebäude mit Wohnraum aufwies. Unter Berücksichtigung der aktuellen Situation müsste der Ortsteil angesichts drei bewohnter Gebäude als Weiler bezeichnet werden, wie bereits im Ortschaftenverzeichnis von 1925 geschehen (damals vier Wohngebäude), da in Bayern gemäß der Entschließung des Bayerischen Staatsministeriums des Innern vom 18. Oktober 1950 ein Ort mit drei bis neun Wohngebäuden grundsätzlich als Weiler gilt. Das Statistische Landesamt aktualisiert die topographischen Bezeichnungen seit 1987 nicht mehr.

## Bevölkerungsentwicklung
- 1835: 0.16 Einwohner[8]
- 1871: 0.27 Einwohner[9]
- 1885: 0.31 Einwohner[10]
- 1900: 0.33 Einwohner[11]
- 1925: 0.47 Einwohner[12]
- 1950: 0.62 Einwohner[13]
- 1961: 0.29 Einwohner[14]
- 1970: 0.18 Einwohner[15]
- 1987: 0.16 Einwohner[1]